# Quavo
Quavious Keyate Marshall (Athens, Georgia, SAD, 2. travnja 1991.), poznatiji kao Quavo, američki je reper i glazbeni producent. Najpoznatiji je kao suosnivač i bivši frontmen hip-hop/trap sastava Migos s nećakom Takeoffom i bratićem Offsetom. Također je suvlasnik kluba američkog nogometa pod nazivom FCF Glacier Boyz.

## Diskografija

#### Studijski albumi

##### Solo
- Quavo Huncho (2018.)
- Rocket Power (2023.)

##### Suradnički albumi
- Huncho Jack, Jack Huncho s Travisom Scottom (2017.)
- Only Built For Infinity Links s Takeoffom (2022.)

##### Kao dio Migosa
- Yung Rich Nation (2015.)
- Culture (2017.)
- Culture II (2018.)
- Culture III (2021.)